# Tomáš Kalas
Tomáš Kalas (n. 15 mai 1993) este un fotbalist ceh care joacă pentru Bristol City, împrumutat de la clubul Premier League Chelsea. El joacă pe postul de fundaș central, dar poate juca și pe postul de fundaș dreapta.
După ce și-a început cariera la Sigma Olomouc, a fost cumpărat de Chelsea pentru 5,2 milioane de lire sterline în 2010. El și-a petrecut cea mai mare parte a perioadei la Chelsea fiind împrumutat, mai întâi la Sigma, apoi la Vitesse Arnhem, 1. FC Köln, Middlesbrough și Fulham.
Kalas a jucat în 42 de meciuri și a marcat o dată pentru echipele naționale de tineret ale Cehiei și și-a făcut debutul la naționala mare în 2012.

## Cariera pe echipe

### Chelsea

#### Primii ani
Născut în Olomouc, Kalas și-a început cariera în orașul său natal la Sigma Olomouc, făcându-și debutul pentru echipa sa în victoria cu 2-0 asupra lui Slovan Liberec la 5 mai 2010. El a semnat apoi pentru campioana din acel an din Premier League, Chelsea, pe 7 iulie 2010, pentru aproximativ 5,2 milioane de lire sterline, fiind lăsat la Sigma Olomouc pentru sezonul 2010-2011. Kalas a ajuns la Chelsea pentru returul sezonului 2010-2011 și și-a făcut debutul pentru echipa de rezervă a lui Chelsea într-o remiză scor 2-2 cu Aston Villa pe 21 februarie.
Pe 22 august 2011 Kalas a fost împrumutat la clubul de fotbal olandez Vitesse Arnhem pentru sezonul 2011-2012. I s-a dat tricoul nr. 2. El și-a făcut debutul pentru Vitesse pe 17 septembrie 2011 împotriva lui Roda JC Kerkrade, care s-a încheiat cu o victorie cu 5-0 pentru Vitesse.
În martie 2012, Kalas a recunoscut că nu știa încă unde va juca sezonul viitor, dar a fost fericit de împrumutul la Vitesse. „Ideal ar fi ca eu să rămân încă un an la acest club”. A mai declarat că „Pur și simplu, există trei opțiuni. Voi rămâne aici, mă voi întoarce la Chelsea sau mă vor împrumuta la un alt club din străinătate. La sfârșitul lunii martie, voi vorbi cu antrenorii mei despre sezonul viitor voi ști mai multe.”
La 17 mai 2012, Kalas a marcat primul gol al partidei în minutul 22, pentru Vitesse împotriva lui RKC Waalwijk; meciul s-a încheiat cu o victorie scor 3-1 pentru Vitesse. Acesta a fost primul gol marcat de Kalas în cariera sa de fotbalist profesionist.
În data de 11 iulie 2012, Kalas a fost împrumutat la Vitesse pentru încă un an, până la sfârșitul sezonului 2012-2013. El și-a extins contractul cu Chelsea până în vara anului 2017. Kalas a marcat primul gol al sezonului de Eredivisie pentru Vitesse, în victoria cu 3-0 în fața lui FC Groningen de pe 16 septembrie 2012.
În celei de-a doua perioade cât a fost împrumutat la Vitesse, Kalas a jucat mai mult fundaș dreapta în loc de fundaș central, postul pe care evolua el de obicei. În cei doi ani petrecuți de Kalas la Vitesse, el a reușit să joace în 76 de meciuri oficiale.

#### 2013-2015
La 10 iulie 2013, antrenorul echipei Chelsea, José Mourinho, a confirmat că Kalas va rămâne și va lupta pentru un loc în echipa lui Chelsea pentru sezonul următor. În timpul turneului lui Chelsea din 2013, Kalas a jucat în trei meciuri pentru Chelsea, câștigând împotriva lui Singha All Stars, Malaezia XI și Indonezia XI. În cursul antrenamentelor de dinaintea începerii sezonului, Kalas a suferit o fractură la fibulă, fiind lăsat acasă, în timp ce restul echipei a zburat în America pentru Cupa Internațională a Campionilor Guinness.
După ce și-a revenit din accidentare, Kalas și-a făcut debutul competițional pentru echipa mare a lui Chelsea pe 29 octombrie 2013 intrând în locul lui Juan Mata, într-o victorie scor 2-0 cu Arsenal, în Cupa Ligii Angliei. Vorbind despre rolul său la Chelsea, Kalas a declarat într-un interviu pentru o emisiune cehă „Sunt un jucător care participă la sesiunile de antrenament. Dacă au nevoie de un jalon, ei pot să mă pună pe mine în locul său.”
La 18 martie 2014, Kalas și-a făcut debutul în Liga Campionilor jucând împotriva lui Galatasaray, înlocuindu-l pe Willian în prelungiri; Chelsea a câștigat cu 2-0.
La 27 aprilie 2014, Kalas a debutat în Premier League pentru Chelsea, pe Anfield împotriva lui Liverpool, intrând ca titular în locul lui John Terry, care era accidentat. El a jucat 90 de minute într-o victorie cu 2-0 care a ținut-o pe Chelsea în cursa pentru titlu.
La 11 iunie 2014, 1. FC Köln a anunțat că Kalas va petrece sezonul 2014-2015 sub formă de împrumut la clubul lor. La 24 septembrie, Kalas a debutat pentru echipa Köln II, împotriva lui Borussia Mönchengladbach II; jocul s-a încheiat cu o victorie scor 2-1 pentru Köln II. La 25 octombrie 2014, Kalas a jucat într-un alt meci pentru Köln II împotriva lui SC Verl; meciul s-a terminat cu o înfrângere scor 0-2.
Kalas însuși nu știa de ce nu este băgat în seamă de Köln, echipă pentru care a jucat doar două meciuri în care a intrat din postura de rezervă. În timpul unui interviu, Kalas a declarat: „La început au fost mulțumiți de performanțele mele, dar nu am jucat în niciun meci [sic]. Nu știu ce s-a întâmplat. Fiind nemulțumit de faptul că nu joacă, Kalas a dorit să plece, fiind urmărit de mai multe echipe engleze, precum și de fosta sa echipă Vitesse în fereastra de transfer din ianuarie 2015.

#### 2015-2017
La 9 ianuarie 2015, Middlesbrough a anunțat că Kalas va juca pentru restul sezonului 2014-2015 sub formă de împrumut pentru echipa lor, care se afla în acea vreme în Championship. În ziua de după ce a semnat cu Boro, Kalas și-a făcut debutul pentru Middlesbrough într-o remiză albă scor 0-0 împotriva lui Reading. Antrenorul Aitor Karanka a apreciat faptul că Kalas este polivalent și poate juca bine și pe postul de fundaș dreapta, unde Middlesbrough suferea în urma unei accidentări pe termen lung a lui Damià Abella în septembrie 2014.
Kalas și-a păstrat poziția de fundaș dreapta și cu Huddersfield Town și Cardiff City. În timpul meciului cu Cardiff City, la 20 ianuarie 2015, Kalas a suferit o entorsă la gleznă. La 10 februarie 2015, Kalas a revenit în echipa de start într-o victorie de 2-1 împotriva lui Blackpool. La 14 aprilie 2015, Kalas i-a dat o pasă de gol coechipierului împrumutat de la Chelsea, loanee Patrick Bamford, într-un meci câștigat acasă de Middlesbrough cu Wolves, scor 2-1.
Datorită reglementărilor împrumuturilor pe termen scurt, Kalas nu a reușit să-și termine sezonul de joc pentru Boro. Deși a ratat ultimele trei meciuri ale sezonului, a cerut permisiunea să rămână la Middlesbrough și să se antreneze cu echipa până la sfârșitul sezonului. Kalas a jucat un rol important la Boro, ajutând echipa să se califice în play-off, deși nu a reușit să o învingă pe Norwich City în finală pentru a obține promovarea în Premier League.
La 13 iulie 2015, Kalas a fost împrumutat la Middlesbrough pentru a doua oară până la sfârșitul sezonului 2015-2016. La 23 iulie 2015, Kalas a semnat un nou contract pe trei ani la Chelsea, până în 2018. La 9 august 2015, Kalas a jucat împotriva lui Preston North End în prima etapă a sezonului, în care și-a păstrat locul de fundaș dreapta din sezonul trecut. În turul sezonului, Kalas a fost titular, însă și-a pierdut locul în echipă în favoarea lui Emilio Nsue, care era mai în formă. Chiar dacă a jucat mult mai puțin, antrenorul de la Middlesbrough, Aitor Karanka, a declarat că Kalas este încă un jucător important pentru încercările echipei de a promova în Premier League. La 19 aprilie 2016, Kalas a jucat ultimul său meci pentru Boro intrând pe final de meci din postura de rezervă, cu Boro reușind o remiză în fața ocupantei de atunci a primului loc, Burnley.
Deși s-au purtat discuții pentru revenirea lui Kalas la Middlesbrough pentru a treia oară, acestea nu s-au materializat, de Kalas interesându-se alte echipe. La 13 iulie 2016, Kalas a fost împrumutat la Fulham pentru un sezon, acesta fiind a cincea oară când a fost împrumutat de Chelsea.
Pe 5 august, Kalas și-a făcut debutul pentru noua sa echipă într-o victorie acasă cu 1-0 împotriva echipei Newcastle United. Kalas a scos o minge de pe linia porții în prelungiri, în urma șutului trimis de Matt Ritchie, ajutând-o pe Fulham să nu primească gol. Primul meci de campionat din care Kalas a lipsit a fost cel din 24 septembrie 2016, din cauză că s-a accidentat la adutori. La 29 octombrie 2016, Kalas s-a întors din accidentare și a înscris primul gol pentru Fulham într-o victorie scor 5-0 cu Huddersfield Town. Fulham s-a calificat în play-off, dar a pierdut cu 2-1 la general în semifinale cu Reading, cu Kalas făcând un penalty după ce a comis un henț.
La 27 iulie 2017, Kalas a semnat un nou contract pe patru ani cu Chelsea și a revenit la Fulham sub formă de împrumut pentru un al doilea sezon. El a fost eliminat după 39 de secunde pe 12 august, într-un meci încheiat la egalitate, scor 1-1 cu Reading pentru un fault la Mo Barrow.

## La națională

### Cehia U17
Kalas și-a făcut debutul pentru naționala U-17 pe 5 septembrie 2009, intrând în minutul 61 într-un meci contând pentru Calificările la Campionatul European sub 17 ani împotriva Belarusului, în care cehii au câștigat 1-0. El a continuat să fie selecționat și pentru turneul final. A jucat 65 de minute în meciul împotriva Greciei, fiind eliminat.

### Cehia U21
Kalas și-a făcut debutul pentru naționala U-21 la 1 iunie 2012 într-un meci de la Campionatul European sub 21 de ani împotriva Muntenegrului care s-a încheiat cu o victorie de 2-1 pentru cehi.

### Cehia
Kalas și-a făcut debutul pentru națională într-o victorie obținută în amicalul împotriva Slovaciei, scor 3-0, din 14 noiembrie 2012, de pe stadionul Andrův, intrând în locul lui David Limberský în minutul 74. Kalas a fost chemat la națională și pentru meciurile din cadrul calificărilor la Euro 2016. La 13 octombrie 2015, Kalas a intrat de pe bancă în locul Josef Sural, iar Cehia a câștigat partida cu 3-2 rezultat în urma căruia echipa sa a terminat pe primul loc în Grupa A de calificare.

## Titluri
Echipa rezervelor a lui Chelsea
- Premier League Reserve: 2010-11[49]

Middlesbrough
- EFL Championship: locul 2 2015-2016[50]

Fulham
- Playofful EFL Championship: 2018[51]